# Tramutola
Tramutola é uma comuna italiana da região da Basilicata, província de Potenza, com cerca de 3.250 habitantes. Estende-se por uma área de 36,48 km², tendo uma densidade populacional de 90 hab/km². Faz fronteira com Grumento Nova, Marsicovetere, Moliterno, Montesano sulla Marcellana (SA), Padula (SA), Paterno.

## Demografia
| Variação demográfica do município entre 1861 e 2011                               |
|                                                                                   |
| Fonte: Istituto Nazionale di Statistica (ISTAT) - Elaboração gráfica da Wikipedia |